# Esteban Salas
Esteban Salas y Castro (La Habana, 25 de diciembre de 1725 - Santiago de Cuba, 14 de julio de 1803), también Esteban Salas de la Cruz, fue un compositor cubano-español, autor de música religiosa.

## Datos biográficos
Esteban Salas y Castro estudió violín, órgano, contrapunto, composición y canto llano. Desde los 8 años fue tiple en el coro de la Parroquial Mayor de La Habana. En 1740, con 15 años de edad, ingresó en el Seminario de San Carlos y San Ambrosio, en La Habana. Allí completó su educación en filosofía, teología y Derecho canónico. El 8 de febrero de 1764 se trasladó a Santiago de Cuba, al ser nombrado por el obispo Pedro Agustín Morel de Santa Cruz como maestro interino de la Capilla de Música de la Catedral de Santiago de Cuba. También fue profesor de filosofía, moral y música en el Seminario San Basilio Magno de esa ciudad y compositor y autor de artículos teológicos.
Durante sus 39 años de desempeño en la Capilla de Música de la Catedral de Santiago se destacó en la composición de música religiosa. Escribió algunas de sus obras en latín. Además, compuso música no litúrgica, en español. Aunque generalmente componía villancicos, también produjo cantadas y pastorelas.
Se ordenó sacerdote en 1790, a los 64 años. Falleció en Santiago de Cuba el 14 de julio de 1803. Se cuenta que toda la ciudad se unió al duelo por su muerte y que al día siguiente de sus funerales circuló una hoja impresa con los siguientes versos:

No es muerto Estevan, no, que vida has sido

De perdurable paz su monumento:

Por él con subterráneo apartamiento,

A la mansión de Dios se nos ha ido.

Tanto el Conservatorio Esteban Salas de Santiago de Cuba como el Festival Internacional de Coros y el Festival Internacional de Música Antigua Esteban Salas, que se celebran anualmente en Santiago de Cuba y en La Habana, respectivamente, honran su memoria.[cita requerida]

## Obra musical
Esteban Salas es el compositor cubano de música clásica más antiguo del que se hayan rescatado obras.
Su música siguió ejecutándose hasta finales del siglo XIX. Tras un breve paréntesis, sería redescubierta por el escritor y musicólogo cubano Alejo Carpentier. A finales del siglo XX y principios del XXI, su obra comenzó a ser objeto de estudios musicológicos, como los realizados por Miriam Escudero, y de grabaciones, como las de Coro Exaudi, de Cuba.[cita requerida]
Entre sus obras, pertenecientes a la escuela napolitana, se cuentan:

#### Misas
- Esteban Salas y Castro elaboró siete misas.

#### Salves y motetes, salmos, himnos y autos sacramentales
Esteban Salas y Castro compuso 17 salves, motetes, salmos, himnos y autos sacramentales:
- Tota Pulcra
- Christus factus est (antífona).
- Passio Domine Nostri Jesuchriste
- Secundum Joannem
- Venite adoremos
- Deus in adjutorium
- Pueri Hebraeorum
- Gloria, laus et honor
- Ingrediente Domino
- Officium Hebdomadae Sanctae (Oficio de Semana Santa, conjunto de 21 piezas), 1765
- Popule meus (a 3 voces y continuo).
- Parce mihi domine
- ¡Oh, niño soberano!
- Misa de réquiem
- Qué dulce melodía (cantata para 3 voces, violines y bajo).
- Escuchen el contento (cantata para 4 voces, violines, trompa y bajo).
- Salve Regina en do menor

- Ave Maris stella (himno, 1764)[9]

### Villancicos
Esteban Salas y Castro compuso villancicos en español. En ellos empleaba el patrón ternario, alternando los estribillos y las coplas. Estos tienen un estilo coral con partes a solo seguido de coplas, a una voz y en número de cuatro, y finalmente concluyen con la repetición del estribillo. A continuación se presenta una lista de sus villancicos:
- Un musiquito nuevo, a 4 voces, solistas y violines (1797): Expone el amor a Dios y el deseo de servirlo. Como afirma Martín Páez Martínez: “la tonalidad mayor representa la alegría, la audacia, la seriedad o la sublimación” (64). Dicha tonalidad apoya el significado y objetivo de la letra ya que, al sentir felicidad y alabanza por lo divino, la gente es más propensa a ser evangelizada.

- Pues logra ya, a 3 voces y violines (1791): Le dice a la audiencia que después de la muerte, si uno se acerca a Dios, le esperará una vida en el paraíso, la cual será mejor que la vida terrenal. Utiliza un ritmo más lento que provoca un sentimiento de sublimación y alabanza. Como afirma Páez Martínez: “La menor, do menor, re menor y fa menor expresan un sentimiento melancólico mucho mejor que otras tonalidades” (64).

- Pues la fábrica de un templo, a 4 voces, violines y bajo (1783): A través de imágenes literarias “resalta el significado del nacimiento de Cristo, del milagro de la encarnación, como el hecho que afirma la fe cristiana” (“Esteban Salas músico poeta”).

- Una nave mercantil, a 3 voces, violines, bajo y trompa (1791): Una de sus obras más reconocidas, compuesta durante una hambruna en Santiago de Cuba. Además de la falta de víveres, la ciudad estaba siendo afectada por terremotos y huracanes: “pues el hambre nos acaba y nos consume el aliento”, dice la letra del villancico (“‘Una nave mercantil’”).

- Si al ver en el Oriente, a 4 voces, solo y violines: Habla sobre el poder de Dios para consolar a los desamparados, guiar a los perdidos y proveer refugio ya que: “Quien del frío de la culpa traspasada su alma sienta, venga a tomar este sol, y verá cuál se calienta”. La música es alegre y de ese modo apoya la idea de que el acercarse al Señor trae alegría (Páez Martínez 66).
- Cándido corderito, a 2 voces y violines
- Que niño tan bello, a 2 voces y violines
- Los bronces se estremezcan
- Toquen presto a fuego, a 4 voces, solistas y violines
- Claras luces
- Venga el mundo todo, a 4 voces y violines (1793).

## Recepción crítica
El importante papel que Esteban Salas y Castro jugó en la historia musical de Cuba ha pasado casi desapercibido. La mayor parte de los libros oficiales sobre la música o la historia no lo mencionan. No se estudia su obra en los conservatorios. Su nombre no aparece en ningún diccionario bibliográfico cubano. Laureano Fuentes no menciona su música ni parece hacer el intento por estudiarlo para presentarlo detalladamente en su libro Las artes en Santiago de Cuba.
Después de años, investigadores como Alejo Carpentier sacaron a la luz el gran trabajo de Salas. A través de grandes esfuerzos se recuperaron varias de sus obras, pero algunas de ellas se perdieron o están muy maltratadas por la humedad. La mayoría de sus trabajos litúrgicos no tienen fecha de elaboración. Los villancicos están fechados entre 1783 y 1802 (las navidades de cada año),
Carpentier expresó que Salas era un gran compositor ya que estableció características estilísticas y disciplinas musicales en Cuba, por lo que se considera una de las figuras musicales de la cultura universal.

## Discografía
- Esteban Salas: Les Grandes Heures du Baroque Cubain, 1996
- Esteban Salas: un barroco cubano del siglo XVIII, 1996
- Nativité à Santiago de Cuba, 2001
- Cantus in honore Beatae Mariae Virginis, 2002
- Esteban Salas: un barroco cubano, 2003
- Esteban Salas. Passio Domini Nostri Jesu Christi, 2004